# Tyrannochthonius queenslandicus
Espèce
Synonymes
- Morikawia queenslandica Beier, 1969

Tyrannochthonius queenslandicus est une espèce de pseudoscorpions de la famille des Chthoniidae.

## Distribution
Cette espèce est endémique du Queensland en Australie. Elle se rencontre sur le mont Tamborine.

## Étymologie
Son nom d'espèce lui a été donné en référence au lieu de sa découverte, le Queensland.

## Publication originale
- Beier, 1969 : Neue Pseudoskorpione aus Australien. Annalen des Naturhistorischen Museums in Wien, vol. 73, p. 171-187.